# Braune Wegschnecke
Die Braune Wegschnecke (Arion fuscus) ist eine Nacktschneckenart aus der Familie der Wegschnecken (Arionidae), die zur Unterordnung der Landlungenschnecken (Stylommatophora) gestellt wird. Die Art wurde erst vor kurzem wieder neu etabliert. Sie ist äußerlich von der Hellbraunen Wegschnecke (Arion subfuscus) nicht zu unterscheiden (Kryptospezies).

## Merkmale
Das Tier misst ausgestreckt etwa 5 bis 7 cm in der Länge. Die Färbung der Oberseite des Körpers reicht von gelb bis dunkelbraun mit einem gegenüber der Grundfarbe etwas dunklerem Rücken. Deutlich abgesetzt sind zwei dunklere, oft dunkelbraune Längsbinden. Die rechte Längsbinde verläuft mehr oder weniger deutlich unter und über der hell umrandeten Atemöffnung. Der Mantelschild ist bei den meisten Exemplaren etwas heller als der Rücken. Er nimmt etwa ein Drittel der Körperlänge ein. Die Körperoberfläche weist flache, längliche Hautrunzeln auf. Die Sohle ist hellgrau bis weiß, der Rückenschleim ist deutlich orange. Kopf und Fühler sind dunkelgrau gefärbt.
Im Geschlechtsapparat ist die Geschlechtsdrüse (nach Öffnung des Mantels) klein, dunkel und von der Mitteldarmdrüse verdeckt. Der Zwittergang ist dünn, im vorderen Teil verschlungen. Die Albumindrüse ist meist sehr groß und nach vorne in den Magenbereich verschoben. Der Eisamenleiter ist stark verschlungen. Der Samenleiter (Vas deferens) ist vergleichsweise lang und geht ohne deutliche Markierung in den Epiphallus über. Dieser wird allmählich dicker und bildet ein peitschenförmiges Organ, das in das Atrium mündet. Direkt an der Mündung des Epiphallus in das Atrium ist dieser verdickt. Der Eileiter ist dagegen eher kurz und ist im Bereich der Muskelanheftung etwas verdickt. Der Epiphallus und der Leiter zur Samenblase münden nebeneinander in das Atrium. Zwischen der Muskelanheftung und der Mündung ins Atrium erweitert sich der Eileiter. In diesem Abschnitt sind im Inneren des Eileiters zwei Längsleisten ausgebildet, die sog. Ligula. Die kugelige Samenblase ist eher klein mit einem dünnen Samenblasenleiter. Dessen Länge ändert sich im Verlauf der Ontogenie und mit der Füllung der Samenblase durch Sperma. Der Retraktormuskel der Genitalmasse setzt am Eileiter und an der Basis der Samenblase an. Das Atrium ist klein, fassförmig und oft etwas abgeflacht.

### Ähnliche Arten
Braune Wegschnecke und Hellbraune Wegschnecke sind äußerlich nicht zu unterscheiden. Im Geschlechtsapparat der Braunen Wegschnecke ist die Gonade klein, dunkel und von der Mitteldarmdrüse verdeckt; bei der nahe verwandten Art A. subfuscus ist sie deutlich sichtbar am Rand der Mitteldarmdrüse und verhältnismäßig groß und blass. Außerdem gibt es sichere Unterschiede in den Allozymen und in der Mitochondrialen DNA-Sequenz.

### Lebensweise
Arion fuscus kann sich nicht wie andere Arion-Arten halbkreisförmig zusammenziehen, sondern zieht sich in Längsrichtung zusammen. Die Tiere fressen frisches pflanzliches Material, Früchte und Pilze, gelegentlich wohl auch Aas sowie Kot von Wirbeltieren.
Die Braune Wegschnecke ist mit 10 bis 11 Monaten geschlechtsreif, paart sich und beginnt mit der Eiablage. Im feuchten Erdreich werden 8 bis 12 Gelege mit jeweils 7 bis 53 Eier abgelegt. Die etwas länglichen Eier sind 2,5 bis 4 mm lang und 2 bis 3 mm im Durchmesser. Die Jungtiere schlüpfen nach einer Entwicklungszeit von ca. 25 bis 40 Tagen. Sie werden 12 bis 13 Monate alt.

## Geographische Verbreitung, Vorkommen und Lebensweise
Die Art Arion fuscus ist hauptsächlich in Nord-, Mittel- und Osteuropa verbreitet. In Westeuropa (Belgien, Frankreich, Niederlande) ist die Schwesterart A. subfuscus (Hellbraune Wegschnecke) verbreitet. Lediglich in Belgien kommen beide Arten sympatrisch vor. Sie kreuzen sich hier nicht. Das Verbreitungsgebiet beider Arten ist aber im Einzelnen noch ungenügend bekannt.
Die Art kommt in Wäldern, Parks, Gärten und Wiesen von der Tiefebene bis ins Gebirge vor. In den Alpen steigt sie bis 2900 m über Meereshöhe an.

## Taxonomie und Nomenklatur
Das Taxon Arion fuscus wurde 1774 von Otto Friedrich Müller als Limax fuscus aufgestellt. Das Typmaterial ist verloren, eine Typlokalität wird nicht genannt und der Name wird von manchen Autoren daher auch als unklar bezeichnet. Welter Schultes hält den Namen für ein jüngeres Homonym, gibt jedoch keinen Nachweis an. Das primäre Homonym Limax fuscus Martin, 1789 (heute Bullia martinii) ist jünger.
Arion fuscus Müller, 1774 ist erst in jüngerer Zeit (wieder) von Arion subfuscus abgetrennt worden. Beide Arten lassen sich äußerlich nicht sicher unterscheiden. Daher behandeln viele Autoren die beiden Artnamen aus praktischen Gründen wie Synonyme. Sichere Unterscheidungsmerkmale der Arten sind lediglich in der Genitalmorphologie, bei den Allozymen und in der Mitochondrialen DNA-Sequenz vorhanden.
Der Trivialname „Braune Wegschnecke“ bezog sich bisher auf beide Arten, die vordem mit dem wissenschaftlichen Namen Arion subfuscus (Draparnaud, 1805) bezeichnet wurden. Nach der Auftrennung in zwei Arten transferierten Jungbluth & v. Knorre (2008) den Trivialnamen Braune Wegschnecke auf Arion fuscus und kreierten den neuen Trivialnamen „Hellbraune Wegschnecke“ für Arion subfuscus. Da nun nicht alle Autoren dieser eigenwilligen Umbenennung/Neubenennung gefolgt sind, wird mit dem Trivialnamen Braune Wegschnecke in einigen Arbeiten und Websites Arion fuscus bezeichnet, in anderen ist mit Braune Wegschnecke hingegen Arion subfuscus gemeint.
In der nicht von allen Autoren übernommenen Untergattungsuntergliederung der Gattung Arion wird die Art zur Untergattung Arion (Mesarion) Hesse, 1926 gestellt (zusammen mit Arion subfuscus Draparnaud, 1805, Arion brunneus Lehmann, 1862, Arion simrothi Künkel, 1909 und Arion transsylvanus Simroth, 1885).

## Belege